# 박애리
박애리(朴愛理, 1977년 9월 10일 ~ )는 대한민국의 국악인이다. 국악인으로서 국악 활동 뿐만 아니라 방송에도 다수 출연한다.

## 생애
9살 때 판소리에 입문하였으며, 14살에 국립창극단에 입단하였다. 25살 때 모친상을 치른 뒤, 2002년 대장금 OST "오나라" 자신의 노래를 불렀다.

## 학력
- 광주교육대학교 목포부설초등학교 졸업
- 목포 혜인여자중학교 졸업
- 목포 혜인여자고등학교 졸업
- 중앙대학교 한국음악학과 졸업
- 중앙대학교 대학원 한국음악학과 졸업

## 방송
- 2014년 TV조선 《사랑은 춤을 타고》
- 2014년 KBS 《시대의 작창 판소리》
- 2017년 KBS2 《노래싸움 - 승부》
- 2018년 KBS 1TV 《국악한마당》
- 2018년 KBS 2TV 《불후의 명곡 - 전설을 노래하다》
- 2018년 MBC 《미스터리 음악쇼 복면가왕》 - 내가 제일 잘 나가 시속 110km 치타 < 참가자 >
- 2019년 ~ 2021년 KBS 2TV 《살림하는 남자들》
- 2020년 KBS 2TV 《KBS 연예대상》(팝핀현준, 윤주만, 노지훈과 같이 출연)
- 2021년 MBC 《생방송 행복드림 로또 6/45》 - 게스트 986회
- 2024년 KBS 2TV《사장님귀는 당나귀 귀》- 진성편 출연

## 수상
- 1994년 제12회 전주 대사습놀이 학생부 판소리부문 장원
- 1996년 제12회 동아국악콩쿠르 판소리 일반부 금상
- 2004년 대한민국 기업커뮤니케이션 대상 사보기자가 선정한 올해의 예술가상
- 2005년 제8회 남도민요경창대회 명창부 대상 대통령상
- 2010년 한민족문화예술대상 국악부문 젊은작가상
- 2010년 서울문화투데이 젊은예술가상
- 2010년 제37회 한국방송대상 국악인상
- 2013년 KBS국악대상 판소리상 및 대상 수상
- 2019년 제46회 대한민국 춘향국악대전 판소리 명창부 대상 대통령상
- 2020년 KBS 연예대상 리얼리티부문 여자 최우수상

## 가족 관계
- 어머니 ( ? ~ 2003년)
- 배우자: 팝핀현준 (본명: 남현준, 1979년 1월 30일 ~ )
  - 장녀: 남예술(2011년 6월 7일 ~ )

## 같이 보기
- 오정해
- 송소희